# 廣島高等裁判所岡山支部
廣島高等裁判所岡山支部（日语：／ Hiroshima kōtō saibansho Okayama shibu */?）是日本廣島高等裁判所設置於岡山縣岡山市的支部。

## 所在地
- 岡山縣岡山市北區南方一丁目8番2號

## 沿革
- 1948年（昭和23年）10月30日 開廳。
- 1950年（昭和25年）3月18日 位於岡山市天神町的廳舍完工。
- 1979年（昭和54年）5月15日 廳舍搬遷至岡山市南部。
- 2007年（平成19年）2月13日 目前支部所在的廳舍完工。

## 管轄區域
- 岡山縣全境

## 歷代支部長
- 安原浩（2003年12月 - 2007年4月 松山家庭裁判所所長）
- 及川憲夫（2007年4月 - 2008年10月 福島家庭裁判所所長）
- 山嵜和信（2011年4月 - 2012年9月 松江地方裁判所所長）
- 片野悟好（2012年9月 - 2015年9月 退休）

## 外部連結
- 広島高等裁判所HP （页面存档备份，存于）